# アルスター物語群
アルスター物語群（アルスターものがたりぐん、英語: Ulster Cycle, アイルランド語: na an Rúraíocht、アルスターサイクル、アルスター神話群、アルスター説話群）は、ケルトのアイルランド神話の4大サイクルのうちの1つで、かつては「赤枝のサイクル 」（Red Branch cycle）などとも称された、一群の韻文・散文の物語。

## 概要
初期アイルランド文学はそれを語り継いだ詩人たちによって類型による分類が行われていたが、19世紀に入りこれとは別の観点からの再分類が行われた。これが日本語で「物語群」「説話群」とも訳される「サイクル」である。サイクルは決して厳密な区分ではなく、便宜的な区分にすぎない。このサイクルの一つ、アルスター物語群は主要な登場人物がアルスター国の王や戦士と言った関連人物である物語を集めた分類である。物語のほとんど全編がキリストの生涯と同時代（前1世紀 - 西暦1世紀）だとされるが、この時代背景は物語を史実とみなしてアイルランドの歴史の空白を埋めようとする試みの中で後から追加されたものである。
アイルランドには北と戦闘を結びつける信仰がある。北方の国であるアルスターは他の国全てを相手取ることが可能なほどの勇猛な国として描かれる。このアルスターの中でも随一の勇者とされるのがクー・フーリンである。その中核をなす一大英雄譚『クアルンゲの牛捕り』（クーリーの牛争い）は、ある名牛の奪い合いをめぐり、アルスターが、ライバル国コノートをふくむ他の四州を相手に戦争をくりひげる物語である。しかもコノート側には、アルスターから亡命した勇士の一団も控えている。さらには開戦時はアルスターの戦士のことごとくの力が萎え、クー・フーリンただひとりでもちこたえねばならない。
上述のアルスター亡命組が国を捨てたいきさつや、力萎えの呪いがかけられた原因、王の誕生、クー・フーリンの出自、修行と婚姻、名牛たちの前世について語るのが、『クアルンゲの牛捕り』の十篇ほどの前話（アイルランド語: remscéla）であり、それらもアルスター物語群の代表作品である。
アルスター物語群随一の勇者がクー・フーリンなら、その悲劇のヒロインはデァドラである。時代が下ると、『デァドラ』物語こと『ウシュリウの息子たちの流浪』は、脚色された近世版『ウシュリウの子らの最期』が作られ、スコットランドでも書写され、広まった。
アルスター物語群には、戦女神モリガンやルー、また女死神バドヴなど、神話物語群の神/人物も登場する。王宮にはドルイド僧カスバド（カスヴァズ、カファ）がいて予言をおこない、詩人の風刺や竪琴師の曲は呪いの威力を発揮し、人間はゲシュ（禁忌）という掟に縛られる、などの超自然的な側面が見られる。

## アルスター物語群の作品
以下は、完全ではないが、主な作品のリストである。和訳題名やカナ表記が確定しないものは(?)を付けた。

### 前話
古文書で前話に分類されても、神話物語群であるものは、そちらのリストに追加する。
- 『如何にしてクアルンゲの牛捕りは発見されしか』(?) (Do fallsigud Tána bó Cualnhge) "How the Tain Bo Cuailnge was Found Again"
- 『コンホヴァルの誕生』(Compert Conchobuir) "The Birth of Conchobor"
- 『ウラドの人々の衰弱』（Noínden Ulad）"The Debility of the Ulstermen"
- 『ウシュリウの息子たちの流浪』（Longas mac nUislenn）"The Exile of the sons of Uisliu"
- 『クー・フリンの誕生（英語版）』(Compert Con Culainn) "The Birth of Cú Chulainn"
- 『エウィルへの求婚（英語版）』（Tochmarc Emire）"The Wooing of Emer"
  - 『クー・フリンの修行』(?) (Foghlaim Con Culainn) "Cú Chulainn's Training"
- 『アイフェの一人息子の最後（英語版）』（『コンラの死』）（Aided Oenfir Aífe）"The Death of Aífe's Only Son"
- 『二人の豚飼いの誕生について』（De chophur in da muccida）"The Quarrel of the Two Pig-Keepers"
- 『レガヴナの牛捕り』(?)(Táin bó Regamna) "The Raid of Regamna's Kine" 
  - ＝『クーフリンにモリガン出現』(?)　"The Appearance of the Morrigu to Cuchullin before the Táin Bó Cuailgne"

### 牛捕り
- 『クアルンゲの牛捕り』（ クーリーの牛争い）(Táin Bó Cúailnge) "The Cattle Raid of Cuailnge"
- 『フリディシュの牛捕り（英語版）』(Táin Bó Flidhais) "The Cattle Raid of Flidais"
- 『フロイヒの牛捕り』 (Tain Bó Fraích) "The Raid of Fróech's Cattle"
- 『ネラの異界行』（Echtrae Nerai）"The Adventures of Nera" / 『アンゲン/アンゲニエの牛捕り』(?) (Táin Bé Aingen) "The Cattle Raid of Aingen[e]" (前話にも分類される)

### アルスター勇士の散文話
- 『コンホヴァルの話』 (Scéla Conchobair maic Nessa) "The Tidings of Conchobar son of Ness"

### 饗応
- 『ウラドの武者たちの酩酊』(Mesca Ulad) "The Intoxication of the Ulstermen"
- 『ダ・デルガの館の崩壊（英語版）』(Togal Bruidne Da Derga) "The Destruction of Da Derga's Hostel"
- 『マク・ダトーの豚の話（英語版）』（Scéla mucce maic Dathó) "The Tale of Mac Da Thó's Pig"
- 『ダ・コガの館』(Bruiden da Chocae) "The Hostel of Da Choca"

### 戦い
- 『アルデフの戦い』(?)(Cath Airtig) "The Battle of Airtech"
- 『エーダルの戦い』（Cath Étair / Talland Étair）"The Siege of Howth"*
- 『ボイン川の戦い』(?) （Cath Boinne）"The Battle of the Boyne"
- 『ロスナリーの戦い』（Cath Ruis na Ríg） "The Battle of Rosnaree"

### 最期
- 『クー・フリンの最期』（Aided Chon Culainn）"The Death of "Cú Chulainn"
  - 『マグ・ムルテウネの大敗』（Brislech Mór Maige Muirtheimne）"The Great Carnage on Muirtheimne Plain"
  - 『コナル・ケルナハの血染めの突撃』（Dergruathar Chonaill Chernaig）"Conall Cernach's Red Onslaught" / "The Red Rout of Conall Cernach "
- 『クーロイの最期』（Aided Conrói maic Dáiri）"Tragical Death of Curoi"
- 『ケト・マク・マーガハの最期』（Aided Cheit maic Mágach）"The Death of Cét mac Mágach" (コノートの戦士)
- 『ケルトハル・マク・ウテヒルの最期』（Aided Cheltchair maic Utechair）"The Death of Celtchar mac Uthechair"
- 『コンホヴァルの最期』(Aided Chonchobuir) "The Death of Conchobor"
- 『フェルグス・マク・ロイの最期』(Aided Fergusa maic Roig) "The Death of Fergus mac Róig"
- 『アリルとコナル・ケルナハの最期』(Aided Ailela & Conaill Cernaig) "The Death of Ailill and Conall Cernach"
- 『メイヴの最期』(Aided Meidbe) "The Death of Medb"

### その他
- 『クー・フリンの衰弱（英語版）』（Serglige Con Cualainn）"The Wasting Sickness of Cú Chulainn"
- 『クー・フリンの幽霊馬車』[?]（Siaburcharpat Con Culaind） "Cú Chulainn's Phantom Chariot"
- 『フェルヴへの求婚』[?]（Tochmarc Ferbe） "The Courtship of Ferb"
- 『フェルグス・マク・レーティの冒険（英語版）』[?] (Echtra Fergusa maic Léti) "The Adventures of Fergus mac Léti"

### 事典など
- Mackillop, James, Dictionary of Celtic Mytholgy (1998)

### 一次資料
- 上述
- 前話『如何にしてクアルンゲの牛捕りは発見されしか』 "Do fallsigud Tána bó Cualnhge" 
  - Ernest Windisch 編訳（ドイツ訳), Die altirische heldensage Táin bó Cúalnge nach dem Buch von Leinster, Leipzig 1905,(Irische Texte, Extraband zu Serie I bis IV) pp. LIII—LV 。別リンク：scela サイト
  - Kinsella  英訳"How the Tain Bo Cuailnge was Found Again" の章、The Tain (1969), p.1-2 (前話のリストなどは原文通りではない)

### 二次資料
- Scéla: Catalogue of medieval Irish narratives & literary enumerations
- マイヤー, ベルンハルト 著、鶴岡真弓 平島直一郎 訳『ケルト事典』創元社、2001年。ISBN 4-422-23004-2。
- 風呂本武敏『アイルランド・ケルト文化を学ぶ人のために』世界思想社、2009年。ISBN 978-4-7907-1402-6。
- 松村賢一『アイルランド文学小事典』研究者出版、1999年。ISBN 4-327-37406-7。